# Campeonato Gaúcho de Futebol Feminino de 2020
O Campeonato Gaúcho de Futebol Feminino de 2020 foi a 23ª edição deste campeonato de futebol feminino organizado pela Federação Gaúcha de Futebol (FGF), o torneio teve início em 29 de novembro e terminou em 20 de dezembro.
O Internacional foi o campeão da edição conquistando seu décimo título do Gauchão Feminino, o troféu veio após o colorado derrotar o Grêmio por 2–1 no jogo de volta da final, que foi realizado em Cachoeirinha.

## Regulamento
Na primeira fase da competição, as seis equipes serão divididas em dois grupos de três que se enfrentarão em turno único entre si, sendo que as melhores de cada grupo avançarão para a final, enquanto as segundas colocadas fazerão a disputa de terceiro lugar. A final, quanto a disputa de terceiro lugar, serão disputadas em jogo único. O mando de campo será definido pela melhor campanha entre os times que disputarão os jogos decisivos. Aquele com melhor somatório na primeira fase, terá o mando de campo da partida. O campeão do torneio terá direito uma vaga na Série A2 de 2021, desde que não esteja em outras séries da competição nacional, caso isso aconteça a vaga será repassada ao time de melhor campanha não qualificado.

### Critérios de desempate
O desempate entre duas ou mais equipes na primeira fase seguiu a ordem definida abaixo:
1. Número de vitórias
2. Saldo de gols
3. Gols marcados
4. Menor número de cartões vermelhos recebidos
5. Menor número de cartões amarelos recebidos
6. Sorteio

## Participantes
| Equipe                | Cidade       |
| --------------------- | ------------ |
| Brasil de Farroupilha | Farroupilha  |
| Estrela               | Estrela      |
| Internacional         | Porto Alegre |
| Grêmio                | Porto Alegre |
| João Emílio           | Candiota     |
| Oriente               | Canoas       |

## Primeira Fase

### Confrontos
|                       | BFA | JAE  | INT |
| --------------------- | --- | ---- | --- |
| Brasil de Farroupilha | —   | —    | 0–5 |
| João Emílio           | 1–3 | —    | —   |
| Internacional         | —   | 23–0 | —   |

|  |                     |  |        |  |                      |
|  | Vitória do Mandante |  | Empate |  | Vitória do Visitante |

|         | EST | GRE  | ORI  |
| ------- | --- | ---- | ---- |
| Estrela | —   | 0–11 | —    |
| Grêmio  | —   | —    | 12–0 |
| Oriente | 0–2 | —    | —    |

|  |                     |  |        |  |                      |
|  | Vitória do Mandante |  | Empate |  | Vitória do Visitante |

## Fase Final

### Disputa de terceiro lugar
| 19 de dezembro | Brasil de Farroupilha                                   | 4 – 1  | Estrela    | Farroupilha                                      |  |
| 21:00          | Greyce 30' · Tuca 40' (pen.) · Bruninha 72' · Alice 86' | Súmula | 33' Helena | Estádio: Castanheiras Árbitro: Márcio Bombassaro |  |

### Final
| 20 de dezembro | Internacional                         | 2 – 1 | Grêmio            | Cachoeirinha                                          |  |
| 10:00          | Rafa Travalão 28' · Byanca Brasil 54' |       | 85' Priscila Back | Estádio: Arena Cruzeiro Árbitro: Leandro Pedro Vuaden |  |

## Premiação
| Campeão do Campeonato Gaúcho de Futebol Feminino de 2020 |
| -------------------------------------------------------- |
| Internacional Campeão (10° título)                       |